# آرماس سالونن
آرماس سالونن (انگلیسی: Armas Salonen; ۱۷ ژانویهٔ ۱۹۱۵ – ۲۲ اکتبر ۱۹۸۱) آشورشناس فنلاندی بود.
سالونن در سال ۱۹۳۳ از دبیرستان فارغ‌التحصیل شد. او در دانشگاه هلسینکی زیر نظر پروفسور کنوت تالکویست تحصیل کرد. پس از گرفتن مدرک کارشناسی در سال ۱۹۳۶، تحصیلات خود را در آلمان و بعداً در ایالات متحده ادامه داد، در آن جا در سال ۱۹۴۷ به مؤسسه شرقی دانشگاه شیکاگو پیوست. در آنجا او در پروژه فرهنگ لغت آشوری شیکاگو زیر نظر پروفسور ای. لئو اوپنهایم، با تمرکز بر منابع ریشه‌شناسی، شرکت کرد.
سالونن دکترای خود را در سال ۱۹۵۰ دریافت کرد. از سال ۱۹۴۹ تا ۱۹۷۸، سمت دانشیار زبان‌شناسی آشوری و سامی را در دانشگاه هلسینکی بر عهده داشت. علایق تحقیقاتی او بر فرهنگ مادی و زندگی روزمره بین‌النهرین، مانند کشتی‌ها، وسایل نقلیه و درهای آن متمرکز بود. بخش بزرگی از آثار او شامل واژه‌نامه‌های موضوعی اصطلاحات تخصصی است. او اولین ترجمه فنلاندی از حماسه گیلگمش را در سال ۱۹۴۳ منتشر کرد. او همچنین به تاریخ ایران و مصر باستان علاقه‌مند بود و به زبان عربی نیز تسلط داشت. در سال ۱۹۵۷، به همراه جوسی آرو، اولین ترجمه فنلاندی از قرآن را منتشر کرد.
سالونن در سال ۱۹۵۰ به عنوان عضو آکادمی علوم و ادبیات فنلاند و در سال ۱۹۷۵ به عنوان عضو افتخاری انجمن مصرشناسی فنلاند انتخاب شد.

## یادبود
محمدرضا شاه پهلوی در ۲ تیر ۱۳۴۹ در سفر به هلسینکی از سالونن به این شکل یاد کرد:
«هم اکنون نیز مکتب ایران‌شناسی فنلاند از فعال‌ترین نمونه‌های نوع خود در دنیای غرب است و من در این فرصت خوشوقتم که به پروفسور آرماس سالونن ایران‌شناس معروف کشور شما که ما چند سال پیش در کنگره جهانی ایران‌شناسان در تهران خوشوقتی پذیرایی از او را داشتیم و تألیفات متعدد وی در زمینه ایران‌شناسی مورد احترام جامعه علمی ما است، به مناسبت کارهای ارزنده او تبریک بگویم.»